# 羅斯托夫足球俱樂部
羅斯托夫足球俱樂部（俄語：Футбольный клуб "Ростов"，簡稱：羅斯托夫）是俄羅斯足球超級聯賽中的一支球隊，位於俄羅斯羅斯托夫州首府頓河畔羅斯托夫，主場球場是奧林帕斯體育場，最高可容納15,840人。

## 球隊歷史
羅斯托夫足球俱樂部成立於1930年5月10日，最初以当地农机厂命名為農機厂（Сельмашстрой），1932年時更名為農機（Сельмаш），1946年又改為拖拉機（Трактор）。球隊於1950年甫加入蘇聯足球乙級聯賽-B中的亞速海-頓河組的南區，並於5月28日進行第一次正式比賽。1951年時拖拉機獲得了乙級聯賽-B中乙組的冠軍，升上甲組，並在1953年以甲組第三的成績升上蘇聯足球乙級聯賽。同年，球隊再度更名為魚雷（Торпедо）。至1957年，球隊四度更名為羅斯特農機（Ростсельмаш，又译羅斯托夫農機），這個名字陪伴了球隊度過將近半個世紀，也是球隊最廣為人知的名字。
1964年，羅斯特農機贏得了乙級聯賽的冠軍，並在俄羅斯區的附加賽中以2-0擊敗格羅茲尼，晉升蘇聯足球甲級聯賽。接下來的賽季羅斯特農機在甲級聯賽中墊底，但適逢甲級聯賽增加球隊數量而躲過了降級的命運。
1970~1973年間，羅斯特農機幾乎沒有進行比賽，直到1974年球隊在羅斯托夫地區聯賽中拿下亞軍，羅斯特農機之名才在1975年重返乙級聯賽，並於1986年以乙級聯賽冠軍之姿回到甲級聯賽的陣容之中。1991年，羅斯特農機在甲級聯賽中獲得第四名，是年蘇聯解體，羅斯特農機與其他分別隸屬於蘇聯足球頂級聯賽、蘇聯足球甲級聯賽、蘇聯足球乙級聯賽的19支球隊共20隊組成了最初的俄羅斯足球頂級聯賽，並在第一年(1992)獲得了第8名的成績，但隔年便以倒數第二的成績降入俄羅斯足球甲級聯賽。1994年賽季，羅斯特農機拿下俄甲第二，再次返回俄羅斯足球超級聯賽，到目前(2012年)為止除2008年外都在俄超作賽。
2003年2月，羅斯特農機第五度更名，成為現在的羅斯托夫，並在該年度(2002/03年)的俄羅斯杯中一路打進決賽圈，可惜最後1-0不敵莫斯科斯巴達克，鎩羽而歸。這也是羅斯托夫歷年來在杯賽中的最佳成績。

## 球隊紀錄

### 蘇聯時代
聯賽中最高名次：甲級聯賽第4 (1991年) 

比數最大勝場：9:0 (1961年5月21日與奧爾忠尼啟則斯巴達克（現名阿拉尼亞）的比賽) 

比數最大負場：9:1 (1953年8月16日與第比利斯斯巴達克的比賽) 

出場最多球員：謝爾蓋‧巴拉赫寧 (1979~1995年共為羅斯托夫出賽422場) 

進球最多球員：亞歷山大‧伊凡諾夫 (共為羅斯托夫踢進97球) 

賽季內進球最多球員：阿納托利‧貝科夫 (1976年在乙級聯賽中共為羅斯托夫踢進29球)

### 俄羅斯時代
俄超中最高名次：第6 (1999年) 

俄羅斯杯最高名次：亞軍 (2002/03年) 

比數最大勝場：
```
- 2:7 (1996年7月17日與
卡瑪斯
的比賽) 

- 6:1 (2006年9月30日與
辛尼克
的比賽) (俄超) 

- 6:0 (1994年6月23日與
波羅的海
的比賽) 

- 6:0 (2008年10月17日與
馬述克KMV
的比賽) (俄甲) 
```

比數最大負場：
```
- 0:5 (1996年9月19日與
莫斯科中央陸軍
的比賽) 

- 0:5 (2002年7月7日與
莫斯科發電機
的比賽) 

- 0:5 (2003年6月19日與
喀山魯賓
的比賽) 

- 0:5 (2010年11月14日與
澤尼特
的比賽) 
```

出場最多球員：尤里·佳久克 (1992~1999年至今共為羅斯托夫出賽204場) 

進球最多球員：亞歷山大‧馬斯洛夫 (1993~2004年共為安卡踢進90球) 

賽季內進球最多球員：亞歷山大‧馬斯洛夫 (1996年在俄超聯賽中共為羅斯托夫踢進23球)

## 現役球員
註釋：國旗表示球員在國際足聯資格規則定義的國家隊。球員可能擁有一個以上非國際足聯國籍。
| 號碼 |                      | 位置 | 球員                            |
| ---- | -------------------- | ---- | ------------------------------- |
| 2    | 白俄罗斯             | 中场 | 提摩費‧卡拉乔夫                 |
| 3    | 斯洛伐克             | 后卫 | 科爾内‧薩拉塔                   |
| 4    | 奈及利亞             | 后卫 | 艾薩克‧歐科隆沃                 |
| 6    | 阿根廷               | 中场 | 奧斯卡‧阿胡马达                 |
| 7    | 巴西                 | 中场 | 埃尔森·法尔康·达席尔瓦          |
| 9    | 俄罗斯               | 前锋 | 羅曼‧阿達莫夫（租借自喀山魯賓） |
| 10   | 俄罗斯               | 前锋 | 德米特里‧基里琴科               |
| 11   | 波斯尼亚和黑塞哥维那 | 中场 | 德拉甘‧布拉滕雅克               |
| 12   | 俄罗斯               | 门将 | 伊利亚‧马季洛夫                 |
| 15   | 塞尔维亚             | 后卫 | 伊万·日瓦诺维奇                 |
| 16   | 爱沙尼亚             | 后卫 | 德米崔‧克魯格洛夫               |
| 18   | 捷克                 | 前锋 | 麥可‧帕帕多普洛斯               |
| 19   | 阿根廷               | 前锋 | 黑克托‧布拉卡蒙特               |

| 號碼 |          | 位置 | 球員                                      |
| ---- | -------- | ---- | ----------------------------------------- |
| 21   | 克罗地亚 | 门将 | 斯蒂佩·普萊蒂科薩                         |
| 22   | 塞尔维亚 | 门将 | 德揚‧拉迪奇                               |
| 23   | 俄罗斯   | 前锋 | 德米特里‧波洛茲                           |
| 24   | 俄罗斯   | 后卫 | 丹尼斯‧科洛金（租借自莫斯科發電機）       |
| 28   | 俄罗斯   | 后卫 | 伊戈尔·斯莫利尼科夫（租借自莫斯科火車頭） |
| 47   | 俄罗斯   | 中场 | 可倫‧拜拉姆揚                             |
| 72   | 俄罗斯   | 后卫 | 瓦连京·菲拉托夫                           |
| 81   | 羅馬尼亞 | 中场 | 勒茲凡‧科希許                             |
| 84   | 摩尔多瓦 | 中场 | 亞力山卓‧加茨坎                           |
| 88   | 立陶宛   | 中场 | 埃德加拉斯‧車瑙斯奇斯                     |
| 89   | 俄罗斯   | 后卫 | 维塔利·佳科夫                             |
| 92   | 俄罗斯   | 中场 | 罗曼·叶梅利亚诺夫（租借自頓涅茨克礦工）   |
| 97   | 俄罗斯   | 门将 | 谢尔盖·佩夏科夫（租借自莫斯科斯巴達克）   |

### 儲備球員
註釋：國旗表示球員在國際足聯資格規則定義的國家隊。球員可能擁有一個以上非國際足聯國籍。
| 號碼 |        | 位置 | 球員                  |
| ---- | ------ | ---- | --------------------- |
| 27   | 俄罗斯 | 后卫 | 謝爾蓋‧卡爾拉莫夫     |
| 29   | 俄罗斯 | 中场 | 安德烈‧瓦希耶夫       |
| 32   | 俄罗斯 | 后卫 | 瓦西里‧米洛尼克       |
| 34   | 俄罗斯 | 中场 | 亞列克謝‧特卡奇       |
| 35   | 俄罗斯 | 前锋 | 費奧多爾‧德弗洛尼科夫 |
| 36   | 俄罗斯 | 后卫 | 德米特里‧多明         |
| 37   | 俄罗斯 | 后卫 | 安里‧哈格巴           |
| 39   | 俄罗斯 | 后卫 | 安德烈‧德姆琴科       |
| 41   | 俄罗斯 | 门将 | 阿提歐姆‧歐賽耶夫     |
| 42   | 俄罗斯 | 后卫 | 阿提歐姆‧庫利謝夫     |
| 43   | 俄罗斯 | 中场 | 提姆爾‧米爾佐耶夫     |
| 44   | 俄罗斯 | 前锋 | 安德烈‧阿瑞弗耶夫     |
| 45   | 俄罗斯 | 前锋 | 德米特里‧庫哈查克     |
| 52   | 俄罗斯 | 后卫 | 亞歷山大‧騰登科夫     |

| 號碼 |        | 位置 | 球員                  |
| ---- | ------ | ---- | --------------------- |
| 53   | 俄罗斯 | 后卫 | 德米崔‧奇斯亞科夫     |
| 54   | 俄罗斯 | 中场 | 謝爾蓋‧米凱洛夫       |
| 56   | 俄罗斯 | 中场 | 維塔利‧伊凡諾夫       |
| 57   | 俄罗斯 | 后卫 | 伊凡‧特連鐵夫         |
| 58   | 俄罗斯 | 中场 | 德米特里‧卡塔索夫     |
| 59   | 俄罗斯 | 中场 | 阿提歐姆‧艾斯科夫     |
| 60   | 俄罗斯 | 中场 | 阿斯克‧納茲哈法利耶夫 |
| 62   | 俄罗斯 | 门将 | 弗拉迪斯拉夫‧蘇斯洛夫 |
| 63   | 俄罗斯 | 后卫 | 特姆爾‧穆斯塔芬       |
| 65   | 俄罗斯 | 后卫 | 安東‧科特涅夫         |
| 66   | 俄罗斯 | 后卫 | 伊格‧古巴諾夫         |
| 68   | 俄罗斯 | 后卫 | 安德烈‧佐托夫         |
| 70   | 俄罗斯 | 前锋 | 瑪格梅德‧庫巴諾夫     |

## 知名球員
粗體字代表該名球員現在仍然效力於羅斯托夫。

| 前蘇聯/俄羅斯 - 謝爾蓋‧安德烈耶夫 - 維克托‧波涅德尼克 - 亞歷山大‧佛羅布約夫 - 羅曼‧阿達莫夫 - 德米特里‧阿南科 - 馬克西姆‧布茲尼金 - 安德烈‧奇區金 - 馬克西姆‧德曼科 - 安德烈‧費德科夫 - 亞列克謝‧格拉希曼科 - 德米崔‧奇里琴科 - 丹尼斯‧科洛丁 - 謝爾蓋‧科洛托夫金 - 尤里‧科夫頓 - 德米特里‧洛斯科夫 - 韦尼阿明‧曼德雷金 - 尤里‧馬特維耶夫 - 尼古拉‧奧列尼科夫 - 亞列克謝‧雷布科 - 奧列格‧伊凡諾夫 - 亞歷山大‧施馬爾科 - 弗拉迪斯拉夫‧特納夫斯基 前蘇聯各國 - 安東‧雅美琴科 - 尤里‧安托諾維奇 - 亞列克山大‧柴卡 - 提摩費‧卡拉切夫 - 弗拉迪米爾‧科里特科 - 安德烈‧科瓦蘭科 - 亞列克山大‧庫爾奇 - 謝爾蓋‧奧美揚楚 - 謝爾蓋‧施坦優克 - 格納迪‧圖米洛維奇 - 德米特里‧克魯格洛夫 - 拉堤‧亞列西澤 | - 米黑爾‧阿許維提亞 - 阿卡其‧德瓦澤 - 吉亞‧格里加拉瓦 - 哥查‧古雅比澤 - 歐塔‧齊札奈許維里 - 大衛‧克美利澤 - 安德烈‧卡波維奇 - 米哈伊爾‧羅茲科夫 - 沙馬特‧司馬科夫 - 亞歷山大‧科林科 - 尤里斯‧來贊斯 - 維特斯‧利姆庫斯 - 埃德加拉斯‧車瑙斯奇斯 - 阿圖拉斯‧佛門卡 - 塔達斯‧格拉日烏納斯 - 羅貝塔斯‧波許庫斯 - 亞歷山卓‧加茨坎 - 斯坦尼斯拉夫‧伊凡諾夫 - 伊利亞‧布里茲紐克 - 尤里‧杜德尼克 - 伊戈爾‧庫特波夫 - 馬克西姆‧列維特斯基 - 尤里‧馬克西莫夫 - 沃洛迪米爾‧米奇汀 - 弗拉迪斯拉夫‧普魯迪歐斯 - 佛洛迪米爾‧薩夫琴科 - 瓦连京‧斯留撒爾 - 安德烈‧阿科皮揚茲 - 謝爾蓋‧魯山 - 尼古拉‧謝爾索夫 歐洲 - 查夫達‧揚科夫 - 德拉甘‧布拉騰雅克 - 斯蒂佩·普萊蒂科薩 - 麥可‧帕帕多普洛斯 - 約凡‧塔納西耶維奇 | - 勒兹万·科奇什 - 索林‧吉歐尼亞 - 杜山‧安德科維奇 - 伊維卡‧克拉伊 - 米洛斯‧克魯希奇 - 阿爾伯特‧納茲 - 米哈伊洛‧普亞諾維奇 - 科涅爾‧薩拉塔 中南美洲 - 馬爾科‧維拉謝卡 - 衛斯理‧查理斯 - 卡洛斯‧古提耶雷茲 - 布魯諾‧西爾瓦 非洲 - 巴巴‧阿達穆 - 埃紹‧卡尼恩達 - 阿布德里拉‧巴古伊 - 穆斯塔法‧比都達內 - 埃薩克‧歐科隆科沃 - 馬休·布斯 - 東尼‧科伊勒 - 羅萬‧亨德利克 - 貝內特‧姆恩古尼 - 亞菲特‧茲瓦內 - 阿尼斯‧波賽迪 - 吉夫特‧坎帕姆巴 亞洲 - 洪映早 |

## 外部連結
- Official site （俄文）
- RUSSIAN FOOTBALL PREMIER LEAGUE （英文）